# Grano (propellente)

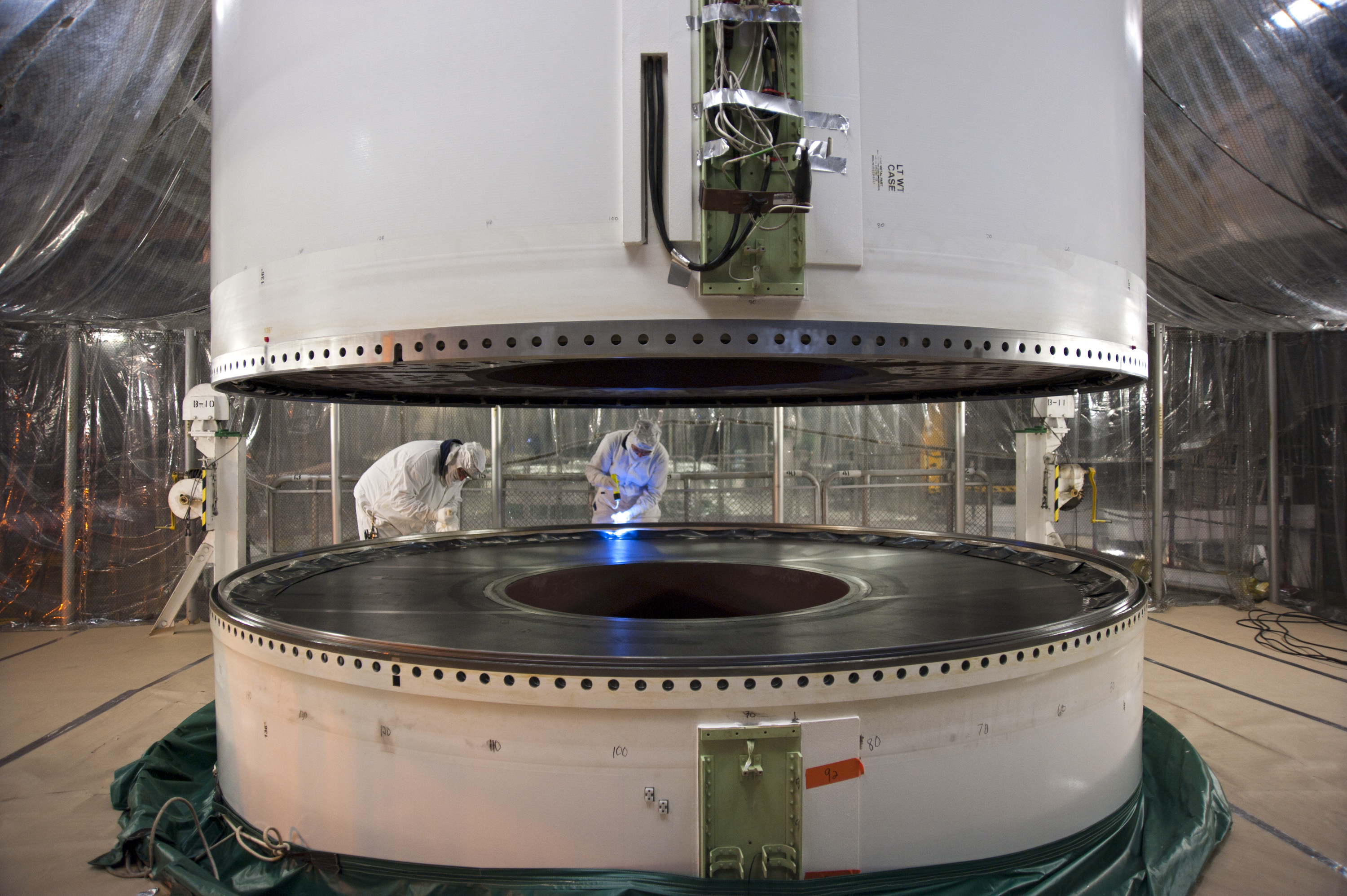
Assemblaggio di un motore a razzo con grano di propellente visibile.

In un motore a razzo a solido, il grano costituisce il propellente solido opportunamente sagomato. La sua combustione progressiva produce gas ad alta temperatura e pressione che, espandendosi nell'ugello di scarico,  produce la spinta. A seconda della geometria richiesta e del materiale di cui è costituito, il grano può essere ottenuto mediante stampaggio, colata o estrusione.

## Progettazione

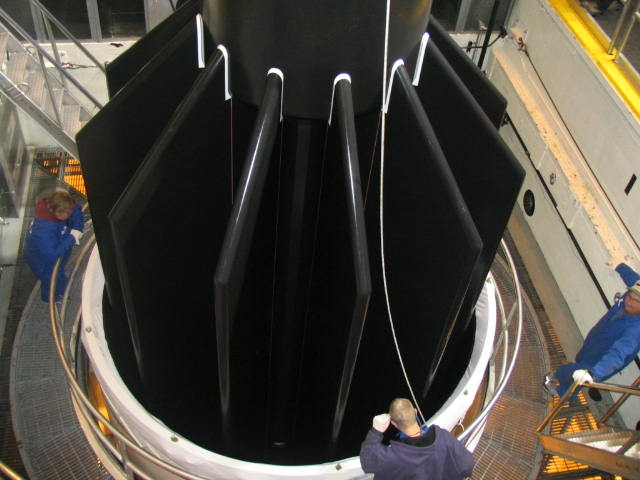
Stampo per grano con geometria "Finocyl" per booster dell'Ares I.

In un motore a razzo a propellente liquido, la spinta può essere regolata in un relativamente ampio range di valori variando la quantità di propellente immesso in camera di combustione. Utilizzando un propellente solido, invece, l'andamento della spinta durante il volo dipende dalla pressione in camera di combustione (a sua volta funzione della temperatura e proprietà chimiche del grano) e dalla superficie del grano esposta alla combustione.

### Parametri indipendenti
Il profilo di missione richiesto al motore, le proprietà del propellente e l'integrazione motore-veicolo, stabiliscono alcuni parametri iniziali (indipendenti) attorno ai quali, in seguito a successive iterazioni, è possibile costruire il grano di propellente.
Il profilo balistico può essere espresso in termini di impulso specifico o andamento della spinta al variare del tempo con eventuali limitazioni sulla spinta istantanea, accelerazione o pressione dinamica in modo da limitare le sollecitazioni strutturali agenti sul vettore e/o sul carico utile.
La formulazione del propellente solido è in genere dettata da requisiti sull'impulso specifico, durata e velocità di avanzamento del fronte della combustione, densità del propellente oltreché dalla sua robustezza alle sollecitazioni termiche e meccaniche durante la combustione.

### Parametri dipendenti
Una volta stabiliti i parametri indipendenti, dovranno essere definite di conseguenza grandezze geometriche relative all'ugello, ingombri dell'involucro contenente il grano, pressioni di esercizio in camera di combustione e geometria del grano. 

## Caratteristiche geometriche del grano

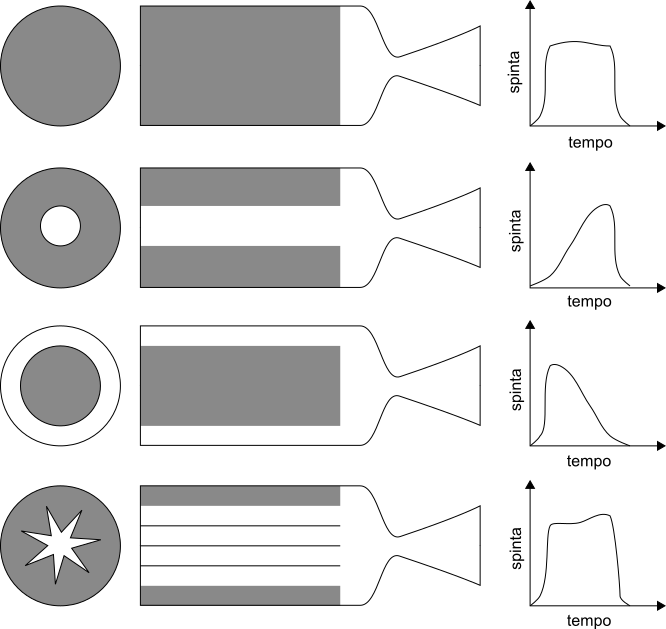
Diagramma spinta-tempo in funzione della geometria del grano di propellente.

A parità di altri parametri, agendo sulla geometria del grano si può modificare la quantità di superficie del propellente che partecipa alla combustione nonché la sua regressione temporale. Considerando un involucro cilindrico e un grano "a sigaretta", in cui solo un'estremità è esposta alla combustione, avremo per la spinta un andamento costante fino all'esaurimento del propellente, dal momento che l'area esposta non varia nel tempo. Per un grano cilindrico internamente cavo, la superficie esposta aumenterà nel tempo così come la spinta fornita. Se, invece, la superficie del cilindro esposta alla combustione è quella esterna, al trascorrere del tempo la superficie esposta e, conseguentemente, la spinta diminuiranno. In una sezione a stella sono presenti un andamento regressivo della spinta dovuto al consumarsi dei cunei interni che viene però compensato dall'aumento progressivo della superficie complessiva. Nel caso del grano con sezione a stella, è possibile quindi far prevalere l'uno o l'altro agendo su parametri come il numero delle punte della stella, l'arrotondamento delle punte o delle gole.
Combinando varie geometrie nello stesso grano di propellente è possibile poi definire un profilo di spinta che preveda una fase iniziale di spinta maggiorata e poi una con spinta minore ma andamento costante (sostentamento) tipica dei booster dei lanciatori. Il "finocyl" (fin in cylinder), ad esempio, prevede una configurazione tridimensionale in cui sono praticate radialmente delle cavità che danno origine a "pinne" di propellente solido a valle di una zona 2-D omogenea (a sigaretta o cilindro cavo). All'accensione, le cavità offrono un'ampia area su cui può avvenire la combustione, ma una volta esaurite le pinne, l'area esposta (e la spinta prodotta) diminuiscono.

## Tipi di propellente
La formulazione chimica del propellente può essere divisa in due categorie principali: propellente in cui il combustibile e l'ossidante sono contenuti in una medesima molecola (propellenti omogenei) o propellente in cui l'ossidante ed il combustibile sono legati in una miscela eterogenea (propellenti compositi). 
Il propellente omogeneo, in genere nitrocellulosa disciolta in nitroglicerina con aggiunta di additivi stabilizzanti, è per lo più utilizzato in applicazioni militari.
I propellenti compositi, invece, sono costituiti da una miscela di ossidante (perclorato d'ammonio o nitrato d'ammonio) e di combustibile (polveri di alluminio o magnesio) fissati mediante vulcanizzazione in una base gommosa (HTPB). I propellenti compositi includono anche quelli ottenuti fissando per reticolazione propellenti omogenei in catene di polimeri in modo da ottenere un legante "attivo" (XLDB) come, ad esempio, miscelando nitroglicerina con glicole polietilenico e successiva reticolazione con un isocianato, in cui sono incorporate nitroammine quali l'HMX e l'RDX.
L'impulso specifico degli endoreattori a propellente solido varia tra i 160 secondi ottenuti miscelando nitrato d'ammonio in una matrice polimerica combustibile fino ad oltre 270 secondi per un composito attivo legato a perclorato d'ammonio, HMX e polveri di alluminio.